# António Sebastião Valente
António Sebastião Valente (Porto de Santa Maria, 20 de janeiro de 1846 — Goa, 26 de janeiro de 1908) foi um arcebispo português da Igreja Católica e administrador colonial, nascido na Espanha, foi arcebispo de Goa e nomeado como primeiro patriarca das Índias Orientais.

## Biografia
Nasceu em Porto de Santa Maria, província de Cádis (Espanha), e era filho de João Maria Valente e Brígida Medeiros, naturais de Mértola, Portugal. Frequentou a instrução primária em Beja e formou-se em teologia na Universidade de Coimbra, em 1869 e doutorou-se em 1872.
Foi ordenado diácono em 23 de setembro de 1871 e em 25 de maio de 1872 foi ordenado padre. Passou a lecionar na Universidade de Coimbra em 1875.
Em 2 de maio de 1881, foi nomeado pelo ministro de Ultramar, Júlio de Vilhena, com quem tinha estudado em Coimbra, como Arcebispo de Goa e Primaz do Oriente. Teve seu nome confirmado pela Santa Sé em 4 de agosto do mesmo ano e, em 25 de setembro foi consagrado na Real Basílica e Convento do Santíssimo Coração de Jesus por Dom Gaetano Aloisi Masella, núncio apostólico em Portugal, assistido por Dom António José de Freitas Honorato, arcebispo-auxiliar de Lisboa e por Dom José Dias Correia de Carvalho, bispo de Santiago de Cabo Verde.
Sua nomeação causou controvérsias, por ter nascido na Espanha (e alguns consideravam assim que ele não fosse português, embora fosse filho de portugueses e tivesse passado praticamente a vida toda no país) e por ser considerado um ultramontano e reacionário. Contudo, uma vez na Índia, proveu o Seminário de Rachol das melhores práticas pedagógicas e inclui as cadeiras científicas de química, física e introdução à história natural, além de nova cadeira de filosofia, assim tornando-o um dos melhores seminários do mundo, sendo que o Papa Leão XIII concedeu aos seus formandos com distinção o grau de bacharel.
Em 6 de janeiro de 1886, com a elevação da arquidiocese goesa à dignidade honorífica de Patriarcado das Índias Orientais por meio da carta apostólica Haud sine maximo animi, tornou-se o primeiro Patriarca das Índias Orientais, por meio da bula Sanctitas Domini Nostri de 1 de setembro desse mesmo ano. Essas dignidades foram vistas como uma satisfação ao Padroado Régio que enfrentava a influência da Propaganda Fide na região. Esteve duas vezes na Santa Sé, uma realizando a visita ad limina e a segunda em 1893, quando participou da missa de pontifical da canonização dos mártires de Cuncolim e das celebrações dos 50 anos de episcopado do Papa Leão XIII.
Exerceu, para além disso, por sete vezes, as funções de Presidente do Conselho de Governo do Estado Português da Índia (1886, 1889, 1892, 1894, 1897 e 1905).
Várias vezes esteve em Portugal para tratar da saúde por conta da diabetes e acabou por falecer no exercício do patriarcado, em 26 de janeiro de 1908, pouco antes de retornar ao Reino para mais um tratamento.

### Ordenações episcopais
Dom António Sebastião Valente foi o principal sagrante dos seguintes prelados:
- António Joaquim de Medeiros, bispo-auxiliar de Goa (1883)
- Mateus de Oliveira Xavier, bispo de Cochim (1898)